# Okręg wyborczy Blaenau Gwent
Okręg wyborczy Blaenau Gwent powstał w 1918 r. i wysyła do brytyjskiej Izby Gmin jednego deputowanego. Do 1983 r. nosił nazwę Ebbw Vale. Okręg położony jest w południowej Walii.

## Deputowani do brytyjskiej Izby Gmin z okręgu Blaenau Gwent
- 1918–1920: Thomas Richards, Partia Pracy
- 1920–1929: Evan Davies, Partia Pracy
- 1929–1960: Aneurin Bevan, Partia Pracy
- 1960–1992: Michael Foot, Partia Pracy
- 1992–2005: Llew Smith, Partia Pracy
- 2005–2006: Peter Law, niezależni
- 2006 –: Dai Davies, niezależni